# Heaven Can Wait (canción de Sandra)
«Heaven Can Wait» es una canción pop de la cantante alemana Sandra. Fue publicada en mayo de 1988 como sencillo principal del álbum Into a Secret Land. La canción alcanzó el top 10 en Israel (número 2), Austria (número 4) y Francia (número 6). Sin embargo, no tuvo ningún éxito en el Reino Unido, donde solo llegó al número 97 de las listas. En Francia, la canción fue la cuarta y última en recibir un disco de plata para Sandra.
La canción fue escrita por Hubert Kemmler y Klaus Hirschburger, y su música fue compuesta por Michael Cretu, Hubert Kemmler y Markus Löhr. La carátula del sencillo fue diseñada por Mike Schmidt (Ink Studios) y la fotografía fue tomada por Arne Bockelmann.
Entró en el top 20 alemán el 30 de junio de 1988, en donde permaneció durante ocho semanas, de las cuales una estuvo en el puesto número 12.
La voz masculina que acompañaba a Sandra en la canción era la del cantante alemán Hubert Kemmler, líder de la banda alemana Hubert Kah. El vídeo musical se había rodado enteramente en la isla española de Ibiza.

## Sencillo
- Sencillo 7"

A: «Heaven Can Wait» - 4:04
B: «Heaven's Theme» (Instrumental) - 4:06
- Sencillo 12"

A: «Heaven Can Wait» (Extended Version) - 7:38
B1: «Heaven Can Wait» (Dub Mix) - 3:59
B2: «Heaven Can Wait» (Single Version) - 4:05
- CD maxi

1. «Heaven Can Wait» (Extended Version) - 7:38
2. «Heaven Can Wait» (Dub Mix) - 3:59
3. «Heaven Can Wait» (Single Version) - 4:04

## Posiciones
| País (1988) | Puesto alcanzado |
| ----------- | ---------------- |
| Alemania    | 12               |
| Austria     | 4                |
| Francia     | 6                |
| Israel      | 2                |
| Reino Unido | 97               |
| Suiza       | 16               |

| Lista paneuropea (1988) | Puesto alcanzado |
| ----------------------- | ---------------- |
| Eurochart Hot 100       | 11               |

### Certificaciones
| País    | Organismo certificador | Año certificación | Certificación | Ventas certificadas | Ref.  |
| ------- | ---------------------- | ----------------- | ------------- | ------------------- | ----- |
| Francia | SNEP                   | 1988              | Plata         | 250 000             | [ 5 ] |